# Henry Njalla Quan
Henry Njalla Quan, né le 3 mars 1949 à Wovia (Cameroun) et mort le 3 décembre 2012 à Limbé, est un haut fonctionnaire et dirigeant sportif camerounais.

## Biographie

### Enfance, éducation et débuts
Henry Njalla Quan est né le 3 mars 1949 à Wovia, près de Bimbia. Il pourrait avoir des origines sierra-léonaise. Il obtient un master en Sierra Leone,,.

### Carrière
Henry Njalla Quan est nommé directeur général de la Cameroon Development Corporation (CDC), le premier employeur privé au Cameroun en 1996. Il y remplace Peter Mafany Musonge, nommé premier ministre. 
Le 15 septembre 2000, il fonde Njalla Quan Sport Academy, club de football camerounais.
Il est remplacé à la tête de CDC en 2012 par Franklin Ngoni Njie. 

## Décès
Henry Njalla Quan meurt à 63 ans le 13 décembre 2012 dans son bastion de Limbe au Sud-Ouest du Cameroun de suite d’une attaque vasculo-cérébrale (AVC),.